# Gustavo García Mundaca
Gustavo García Mundaca (Ferreñafe, 1939),  es un abogado, agricultor y político peruano. Fue miembro del Partido Aprista Peruano y del Movimiento Independiente Agrario (MIA), fue 2 veces electo Alcalde de la Provincia de Ferreñafe, también diputado y constituyente del Perú.

## Biografía
Nacido en el distrito de Ferreñafe, el 10 de mayo de 1939. Sus estudios escolares los realizó en el Colegio Nacional San José de Chiclayo y los superiores en las Facultades de Derecho de las universidades de San Marcos y Pedro Ruiz Gallo de Lambayeque. Está casado con Carmen Julia Torres Ayudante y tiene 8 hijos (Julio Manuel García Torres (abogado), Luis Gustavo García Torres (médico cirujano), José Miguel García Torres (ingeniero agrónomo), Jorge Alfredo García Torres (ingeniero electrónico), Waldemar García Torres (administrador en finanzas)
Carmen Julia García Torres (abogada), Milagritos García Torres (ingeniera electrónica). Es agricultor y forjador de la Reforma Agraria en el Perú.  
En el año 1963 postula a la alcaldía provincial de Ferreñafe y es electo Alcalde por la Alianza APRA-UNO para el periodo 1963-1965, siendo reelecto para el período 1966-1969 por el Partido Aprista Peruano. Entre 1966 y 1969 asumió también la Vicepresidencia de la Corporación Departamental de Lambayeque.
Dentro de actividad privada ocupó la presidencia de instituciones como el Comité Nacional de Productores del Arroz, la Organización Nacional Agraria -ONA- la Fundación para el Desarrollo del Agro, el Club de Leones de Ferreñafe y el Comité de Productores de Arroz de Lambayeque.
Fue representante a la Asamblea Constituyente de 1978 y Diputado por el departamento de Lambayeque durante 1980-1985, en ambas ocasiones elegido por el Partido Aprista Peruano. Fue también elegido miembro del Congreso Constituyente Democrático de 1992 a 1995, siendo miembro del Movimiento Independiente Agrario (MIA).